# Lötschbergtunnel
De Lötschbergtunnel is een spoorwegtunnel in Zwitserland met een totale lengte van 14 kilometer en 612 meter, opengesteld in 1913. De tunnel vormt het centrale gedeelte van de Lötschberglijn van Spiez naar Brig en verbindt Kandersteg met Goppenstein. Uitbater is de BLS AG (Bern, Lötschberg, Simplon).

## Planning
Als grootste bouwwerk van de Lötschberglijn moest de tunnel het Kanderdal met Wallis verbinden. De projectleider Wilhelm Teuscher bestudeerde verschillende ontwerpen om doorheen de 3500 meter hoge natuurlijke barrière te geraken. Ten slotte werd voor het ontwerp gekozen van een rechtlijnige 13.725 m lange tunnel onder het Balmhorn-massief door.
Oorspronkelijk was een tunnel met één spoor voorzien met een uitwijkplaats van 500 meter lang in het midden van de tunnel.
Op 14 juli 1906 vond de eerste driehoeksmeting plaats van de tunnelas en deze werd meerdere malen herhaald door verschillende landmeters, dit om meetfouten uit te sluiten. De metingen liepen ten einde op 1 oktober 1906.

## Bouw
De werkzaamheden aan de tunnel werden uitbesteed aan het bouwconsortium "Entreprise Générale du Lötschberg" (EGL).
Op 15 oktober 1906 begon men met het verwijderen van puin en rotsblokken op de plaats waar de toekomstige noordingang van de tunnel voorzien was.
Op 1 november begonnen in Goppenstein de eerste werken voor de tunnel zelf, een dag later volgde Kandersteg wat betreft het andere uiteinde van de tunnel. Aanvankelijk beperkten de werkzaamheden zich tot pure handenarbeid. De mechanische boorhamers kwamen in Kandersteg aan in januari 1907 en konden vanaf 7 maart van dat jaar ingezet worden.
Goppenstein moest veel langer op zijn boorhamers wachten: pas vanaf 9 april 1908 konden ze aan de zuidkant ingezet worden. Mede schuldig aan deze vertraging waren onder andere de vertragingen die opgelopen werden bij de bouw van de aanvoerlijnen vanuit Frutigen en Naters naar de tunnelportalen toe.
De boorhamers en de locomotieven werden met perslucht aangedreven.
De tunnel had op dat moment een hoogte van 2,2 m, een breedte van 3,5 m en aan het front werkten 17 tot 20 mijnwerkers in een regime van 7 dagen per week en 8 uur per dag. Enkel tijdens Pasen en Kerstmis werden de boorwerkzaamheden stilgelegd.
In augustus 1907 werd een federaal voorstel van subsidiëring voor de bouw van een dubbele spoorlijn in de tunnel goedgekeurd. Nu kon de tunnel tot een doorsnede van 8,8 m vergroot worden.
Begin 1908 werkten ongeveer 1700 personen aan de tunnel. Het overgrote deel van de tunnelwerkers was van Italiaanse origine. De ongeveer 220 kaderleden, ingenieurs en voorwerkers waren vooral Zwitsers en Fransen. De meesten onder hen hadden hun sporen reeds verdiend bij grote bouwprojecten over de hele wereld en hadden vóór deze tunnel ook al aan de Simplontunnel gewerkt.
Op 24 juli 1908 om 2:30 uur - 2,674 km ver in de tunnel - werd tijdens een ontploffing de sedimentlaag van het Gasterndal geraakt. Van deze laag werd verondersteld dat ze 100 meter hoger lag.
Onmiddellijk drong er een 7000 kubieke meter grote zand-, grind- en slijkmassa de tunnel binnen en verslond - over een afstand van 1,5 km - alles wat wat het op zijn weg tegen kwam.
26 arbeiders werden bedolven en vonden hierbij de dood. Enkel ene Vincenzo Aveni werd teruggevonden, en in naam van al zijn omgekomen kameraden begraven op het kerkhof van Kandersteg.
Op de bodem van het Gasterndal vormde zich een grondverzakking van 3 meter diep die ruim 100 jaar na de gebeurtenis nog zichtbaar is.
Ondanks het ongeval wilde men via de geplande as verder werken. Er moest door de sedimentlaag gedrongen worden en zelfs nog tijdens het onderzoek naar aanleiding van het ongeval besliste de EGL de werkzaamheden terug op te starten.
Meerdere keren werd geprobeerd doorheen het ingestorte gedeelte te geraken doch elke poging werd door nieuwe instortingen gesmoord. Het consortium legde daarop de werken opnieuw stil tot de BLS-directie uiteindelijk akkoord ging met een omweg rond de probleemzone.
Op 4 augustus 1908 metselde de EGL de tunnel in de buurt van de probleemzone dicht waarbij de berg tevens het definitieve graf werd voor de 26 verongelukte Italiaanse mijnwerkers.
In december 1908 gaf de federale regering de toestemming voor een nieuwe tunnelroute die om het ingestorte gedeelte heen zou gaan, vanaf 15 februari 1909 werden de werkzaamheden hervat.
Door deze nieuwe route werd de tunnel meteen 807 meter langer maar tegelijkertijd kon er ditmaal zonder problemen onder het Gasterndal gegraven worden.
Naast de omleiding werd er ook beslist van beide portalen kunstmatig te verlengen, dit ter bescherming tegen steen- of sneeuwlawines. Het noordelijk portaal verlengde daardoor 15 meter, het zuidelijk portaal zelfs 55 meter.
Al deze extra’s meegerekend zorgde ervoor dat de totale lengte van de tunnel voortaan uitkwam op 14.612 meter.
Op 31 maart 1911 forceerde een zuidelijke boorhamer de doorbraak van de (ongeveer) 80 cm dikke wand die de twee tunnelkokers op dat moment nog scheidde. Met handboorhamers vergrootte men het gat en voor het eerst konden de ingenieurs van beide zijden elkaar de hand schudden. Aan de mijnwerkers van de noordelijke zijde werd de eer gelaten om de laatste stukken wand te laten exploderen.
Het onderlinge verschil tussen de twee kokers was 25,7 cm in de breedte van de tunnel en 10,2 cm in de hoogte, dit ondanks de omleiding onder het Gasterndal. Op 31 maart 1912 konden de graafwerken beëindigd worden. De arbeiders en de machines kregen daarna een nieuwe bestemming, de bouw van de Mont d’Or- en Grenchenberg-tunnels.
Op 20 juli 1912 werden de eerste rails gelegd en op 28 september was de eerste van de twee sporen berijdbaar. Na het aanleggen van het tweede spoor en de elektrische bovenleidingen kon op 3 juni 1913 de eerste elektrisch aangedreven locomotief door de tunnel rijden.
Drie dagen later werden de nodige vergunningen tot indienststelling afgeleverd en vanaf 15 juli 1913 nam de Lötschberglijn de uitbating in handen.
In totaal kostte de bouw van de tunnel aan 64 mensen het leven.

## Technische gegevens
- Lengte: 14.612 meter
- Hoogte noordelijk portaal: 1.200 m
- Hoogte zuidelijk portaal: 1.216 m
- Hoogste punt: 1.239,54 m

## Huidig gebruik van de tunnel
De tunnel vormt een belangrijke verbinding van de regio Bern naar het kanton Wallis en naar Italië, onder andere naar Milaan en Turijn. Naast passagierstreinen wordt de lijn veelvuldig gebruikt voor goederentransport.
Tevens vormt de tunnel een alternatieve verkeersas voor wegverkeer dat in noordelijke of zuidelijke richting door de Zwitserse Alpen moet. In de Autoverlad in Kandersteg kunnen personenwagens op een speciale autotrein gezet worden en via de tunnel naar Goppenstein reizen om aldaar hun rit te vervolgen.
Door de aanleg van de Lötschberg-basistunnel neemt het belang van de oude tunnel wel af. Eind jaren negentig begon de BLS met de bouw van die volledig nieuwe tunnel tussen Frutigen en Raron in het Rhônedal, en in juni 2007 is deze nieuwe verbinding in dienst gesteld.